# 弗雷德里克-塞萨尔·德·拉阿尔普
弗雷德里克-塞萨尔·德·拉阿尔普（法語：Frédéric-César de La Harpe，法語發音：[fʁedeʁik sezaʁ də la aʁp]；1754年4月6日—1838年3月30日），瑞士政治家、社会活动家、学者。18世纪末受法国大革命鼓舞，致力于伯尔尼的管制下的沃州的独立运动，并请求法国派兵击溃旧瑞士邦联，成立海尔维第共和国。
拉阿尔普早年曾担任沙皇亚历山大一世的私教，使沙皇深受法国的启蒙思想影响。